# Aaptos bergmanni
Aaptos bergmanni är en svampdjursart som beskrevs av de Laubenfels 1950. Aaptos bergmanni ingår i släktet Aaptos och familjen Suberitidae.
Artens utbredningsområde är havet utanför Bermuda. Inga underarter finns listade i Catalogue of Life.